# Llista de vaixells dels segles XX i XXI

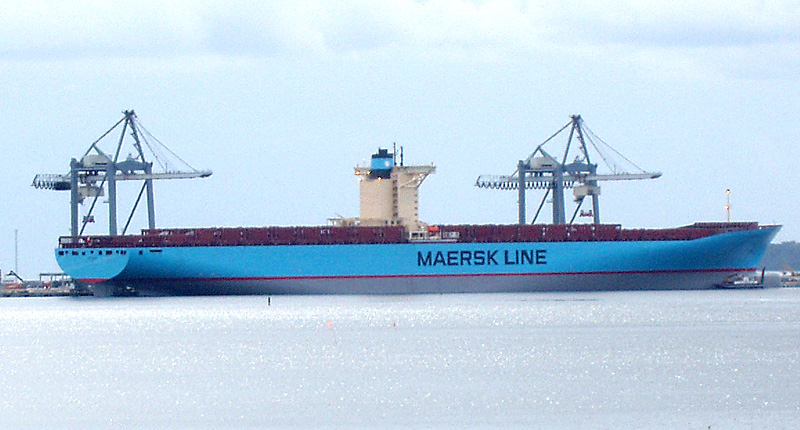
Emma Mærsk

Els vaixells i la navegació han tingut, i encara tenen, una gran importància en la vida dels humans. Una llista de vaixells per ordre alfabètic dels noms hauria de facilitar la consulta per part de persones interessades.
La que segueix és una llista, ordenada alfabèticament, de vaixells de tota mena: mercants, de guerra, mitològics, literaris, iots,...
- No es tracta d'una relació exhaustiva.
- La mostra és subjectiva i heterogènia. Idealment hauria de recollir tots els vaixells que tenen article en català. També hauria d'esmentar alguns vaixells notables que encara no tenen article.

| Índex A B C D E F G H I J K L M N O P Q R S T U V W X Y Z |

## A
- Amoco Cadiz
- Atlantic (iot)
- Aurora (creuer)

## C
- Calipso
- Creole
- Cuirassat Bismarck
- Cuirassat Yamato

## D
- Daigo Fukuryu Maru
- De Grasse
- De la Salle
- Destructor Hamakaze
- Destructor Isokaze
- Don Pedro. Vaixell mercant balear naufragat el 2007.
- Dorade (iot)[1]

## E
- Emma Mærsk
- Erika
- Exxon Valdez

## F
- Finisterre (iol)[2]
- Firecrest[3]
- Flandre

## H
- Harmony of the Seas[4]
- Hermann Marwede[5] (vaixell de recerca i rescat)
- HMS Belfast (C35)
- HMS Good Hope (1901)
- HMS King George V (41)
- HMS Prince of Wales (53)

## I
- Ipanema

## J
- Joshua[6]
- Junc Rubia

## K
- Knock Nevis

## L
- La Coubre
- La Santa María de Barcelona

## M
- Maréchal Lyautey
- Meteor[7] (vaixell oceanogràfic)
- Méxique

## N
- NRP Sagres

## P

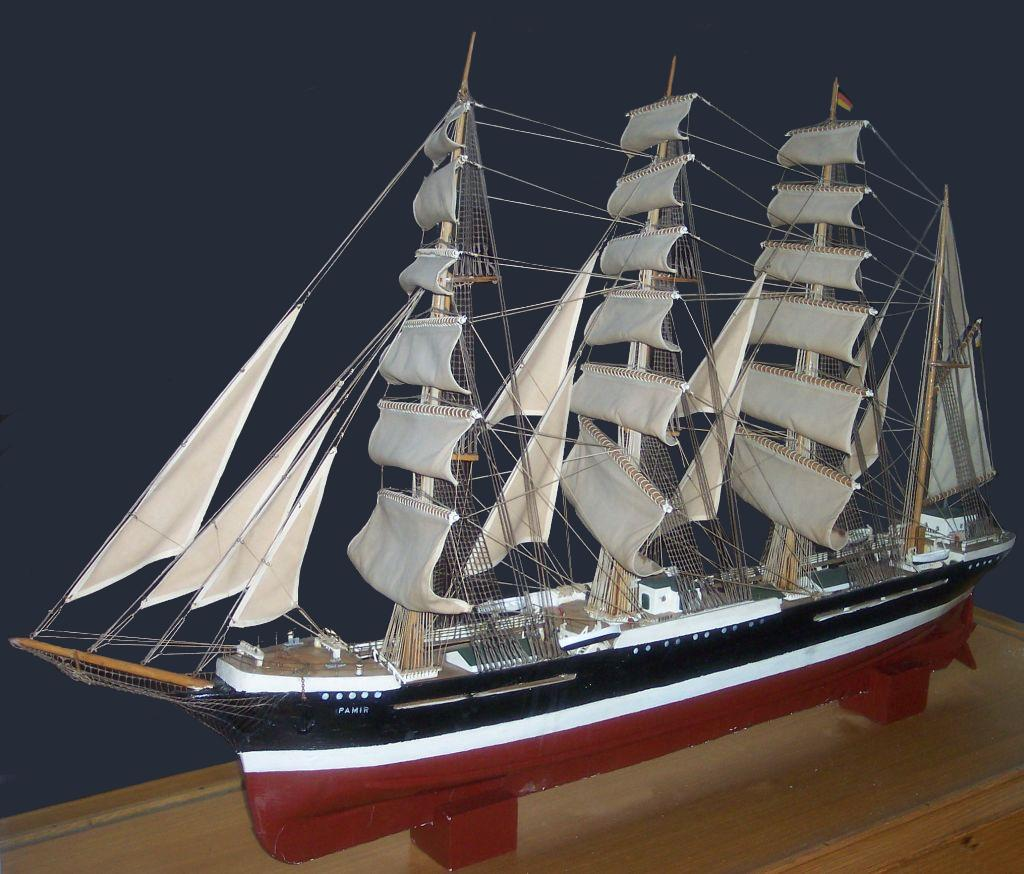
Model del Pamir, un bricbarca de quatre pals.

- Pamir
- Pen Duick[8]
- Pen Duick II[9]
- Prestige
- Portaavions Akagi
- Portaavions Hōshō
- Portaavions Kaga
- Portaavions Ryūjō
- Portaavions Shōhō
- Portaavions Sōryū
- Portaavions Taiyō

## Q
- Quest

## R
- Rainbow Warrior
- Ranger (classe J)[10]
- RMS Lusitania

## S
- Santa Eulàlia (pailebot 1919)
- Shamrock IV
- SMS Emden
- SMS Königsberg (1905)
- SMS Scharnhorst
- Sinaia (vaixell)
- SMS Viribus Unitis
- Statendam
- Sussex (vaixell)

## T
- Titanic
- Torrey Canyon

## U
- USS Enterprise (CVN-65). Primer portaavions amb propulsió nuclear.[11]

## W
- Westernland
- Winnipeg (vaixell)